# Falchi in picchiata
Falchi in picchiata (Fighter Squadron) è un film del 1948 diretto da Raoul Walsh.
È un film di guerra statunitense ambientato durante la seconda guerra mondiale con Edmond O'Brien, Robert Stack e John Rodney. La pellicola vede il debutto cinematografico di Rock Hudson.

## Trama
Inghilterra 1943. In una base aerea americana, nonostante il parere contrario dei superiori, il comandante sperimenta, nelle incursioni contro la Germania, tecniche e assetti nuovi, che risulteranno poi decisivi nell'appoggiare le truppe durante lo sbarco in Normandia.

## Produzione
Il film, diretto da Raoul Walsh su una sceneggiatura di Seton I. Miller e Martin Rackin, fu prodotto da Seton I. Miller per la Warner Bros. Pictures e girato nei Warner Brothers Burbank Studios a Burbank, nella Castle Air Force Base a Merced e nella George Air Force Base a Victorville, in California dal maggio al luglio 1948.
Nel film, il gruppo di combattimento è equipaggiato con 16 Republic P-47 Thunderbolt forniti dalla Air National Guard. Per rappresentare i caccia tedeschi, sono stati utilizzati otto North American P-51 Mustang, con le insegne della Luftwaffe. 

Per le scene di combattimento, sono stati usati filmati a colori originali dell'epoca.

## Distribuzione
Il film fu distribuito con il titolo Fighter Squadron negli Stati Uniti dal 1948 (première a New York il 19 novembre 1948) al cinema dalla Warner Bros. Pictures.
Altre distribuzioni:
- in Francia il 28 aprile 1949 (Les géants du ciel)
- in Svezia il 25 luglio 1949
- in Finlandia il 6 gennaio 1950
- in Danimarca il 6 marzo 1950
- in Portogallo il 23 maggio 1950 (Todos Foram Valentes)
- in Spagna (Escuadrón de combate)
- in Brasile (Sangue, Suor e Lágrimas)
- in Grecia (Sminarhia efodou)
- in Italia (Falchi in picchiata)

## Critica
Secondo il Morandini è un "film bellico della Warner in cadenze di commedia, sui conflitti tra disciplina e iniziativa personale, tra necessità delle regole e bisogno di indipendenza" e risulterebbe "mediocre nella vicenda, ma notevole nelle riprese aeree".